# Jetflame aansteker
De Jetflame aansteker werd begin jaren negentig uitgevonden en is een gasaansteker. Een Jetflame aansteker is te herkennen door de puntige blauwe vlam, als hij aangestoken wordt. Het is te vergelijken met de vlam van de turboaansteker, alleen is de verhouding 'zuurstof : gas' anders.

## Werking
De Jetflame aansteker is een drukkamer en komt daarmee overeen met de turbobrander, in tegenstelling tot de turboaansteker heeft de Jetflame geen spiraal. Er zit wel een ander patroon in de 'drukkamer'. Hierdoor is de verhouding 'zuurstof :gas' anders en ontstaat een kegelvormige (ruisende) blauwe vlam. Deze vlam heeft ook een veel hogere temperatuur dan een conventionele aansteker.
De vlam is te vergelijken met die van een 'gasbrander'.

## Eigenschappen
De Jetflame aanstekers hebben allemaal een piëzo-elektrische ontsteking. De vormgeving is vaak zo dat 'het brandergat' afsluit na gebruik. Omdat de vlam van de Jetflame veel heter is dan een normale of turbo-vlam is dit een erg gewild artikel bij menig sigarenroker. Verder waait de vlam van een Jetflame veel moeilijker uit dan die van een conventionele aansteker, zodat een Jetflame ook bij felle wind goed bruikbaar is.